# Sarakína (La Canée)
Pour les articles homonymes, voir Sarakína.
Sarakína, en grec moderne : Σαρακήνα, est un village du dème de Kándanos-Sélino, dans le district régional de La Canée, de la Crète, en Grèce. Selon le recensement de 2011, la population de Sarakína compte 25 habitants. Le village est situé à une altitude de 420 m et à une distance de 66 km de La Canée.

## Histoire
Le recensement de Francesco Barozzi, en 1577, mentionne trois villages nommés Saracina dans la province de Selino :  Sarachina Stavro, Sarachina Perazzo et Sarachina Sirili. Le recensement vénitien de 1583 par Pietro Castrofilaca mentionne le village de Sarachina avec 213 habitants,  Sarachina Chieffali Zorzi et Sraachina Perazzo avec 95 habitants. Le cartographe Francesco Basilicata, en 1630, cite le village de Sarachino Chiefali. Le nom du village semble provenir des Sarrasins, qui ont conquis la Crète au IXe siècle.
Après la conquête ottomane de l'île, certains propriétaires fonciers vénitiens de la région, afin de ne pas perdre leur propriété, ont embrassé l'islam. Dans le recensement effectué par les Égyptiens en 1834, il est mentionné comme Sarakena avec une population purement musulmane de 20 familles, ainsi que le village voisin de Kefáli, avec 5 familles musulmanes. Le 25 janvier 1897, une bataille a lieu sur la route entre Kefáli et Paleóchora, connue sous le nom de bataille de Sarakína, qui s'est terminée par le massacre de musulmans dans la région de Sélino.
En 1881, Sarakína fait partie de la municipalité de Paleóchora et, selon le recensement, a une population purement musulmane de 44 habitants.

## Recensements de la population
| Recensements | 1900 | 1920 | 1928 | 1940 | 1951 | 1961 | 1971 | 1981 | 1991 | 2001 | 2011 |
| ------------ | ---- | ---- | ---- | ---- | ---- | ---- | ---- | ---- | ---- | ---- | ---- |
| Population   | 14   | 42   | 28   | 33   | 36   | 32   | -    | 124  | -    | 117  | 25   |